# リリーベール小学校
リリーベール小学校（リリーベールしょうがっこう）は、茨城県水戸市にある私立の小学校。キャンパスはイギリスの伝統的な町並みを模しているのが特徴的。

## カリキュラム
- 1クラス30名以内
- 前後期2学期制のカリキュラム

＊1年生から英語教科はオールイングリッシュ、演劇、情報の授業がある。
＊1年生、2年生はヒップホップダンスを学べる。
＊1、2年生は地域でのミュージカル鑑賞、3年生「ミュージカル・アニー」鑑賞、4年生は劇団四季鑑賞、5年生は3年生とともに「ミュージカル・アニー」鑑賞と、修学旅行で「ライオンキング」鑑賞、6年生は4年生とともに劇団四季の鑑賞をする。

## 年間行事
- 入学式
- 遠足（春・秋）
- 音楽会(コーラスフェスティバル)
- 夏のキャンプ(2・3年生)
- 運動会
- 校外学習（各学年）
- 全学ディナー
- 観劇会（水戸市内の一般公開演劇・東京公演のミュージカル観劇）
- 映画鑑賞会
- 宿泊学習
- 大子民泊体験(4年生)
- 修学旅行（5年生）
- 劇の会（クリスマスアッセンブリー）
- スキー教室(5・6年生)
- 知能／学力検査
- 健康診断
- マラソン大会(持久走)
- LilyVale Exhibition（作品展）
- バス集会
- お別れ遠足（6年生）
- 卒業式

## 施設
- ビクトリアホール
- サバインホール
- グレートホール
- ケート･ビースライブラリー
- 音楽室
- アート室
- コンピュータ室
- 家庭科室
- 理科室
- 保健室
- 放送室
- 演劇室
- 英語室
- 男子更衣室／シャワー室
- 女子更衣室／シャワー室
- 24時間TVモニター録画システム
- TVカメラによるドアロック
- 送迎バス10台

## 学校設置科目
- 英語
- 演劇
- 情報
- 児童文化(1、2年生)
- ダンス(1年生)

## 系列校
- ワランウッド小学校（姉妹校提携しているオーストラリアの小学校）
- カリンダ小学校（姉妹校提携しているオーストラリアの小学校）
- 文化デザイナー学院
- リリーこども＆スポーツ専門学校
- リリー幼稚園
- リリーの森幼稚園
- チャイルドランドナーサリー
- キンダーワールドナーサリー
- ヴィクトリアナーサリー
- ケーズ＆リリーナーサリー
- ウォーターリリーナーサリー